# مجهر ضوئي ذو أطوار متباينة

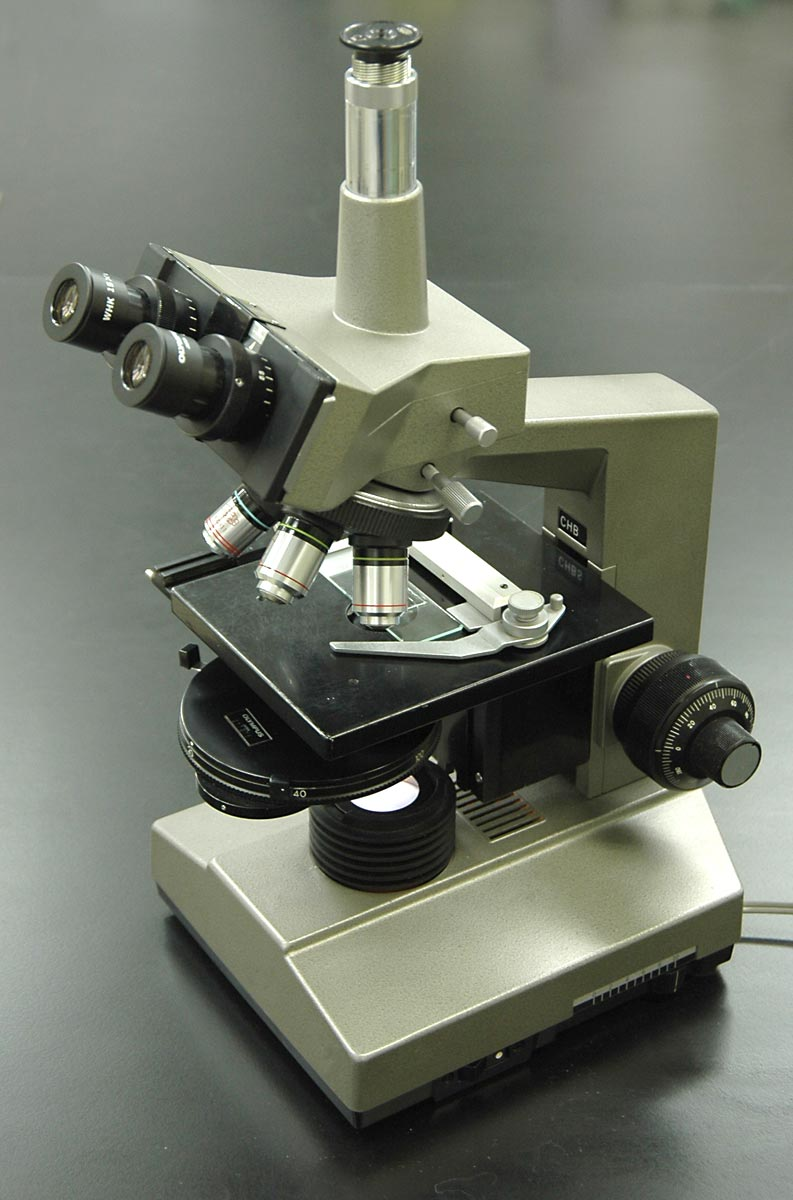
المجهر الضوئي ذو الأطوار المتباينة

المجهر الضوئي ذو الأطوار المتباينة استعمل سنة 1932 عن طريق العالم فريتس زيرنيكه (Frits Zernike) الذي تحصل على جائزة نوبل للفيزياء سنة 1953 من أجل هذا العمل ويستعمل المجهر لفحص العينات الحية وهي معلقة في سائل دون صبغها، ونستطيع رؤية كثير من التفاصيل عن الخلية وتركيز المواد بها وتعتمد هذه التقنية حقيقة أن الأجزاء المختلفة للخلايا الحية لها كثافات مختلفة.

## اقرأ أيضاً
- المجهر الإلكتروني
- المجهر

المجموعة الضوئية : وتتركب من :
1- العدسات العينية (العدسات التي تواجه العين).
2- العدسات الشيئية (3 أو 4 عدسات مركبة على قرص دوار تواجه الشيء المراد فحصه).
3- المكثف (أسفل المسرح يقوم بتجميع الأشعة الضوئية وتوجيهها نحو الشريحة).
4- مصدر ضوئي (لمبة كهربائية مثبته في قاعدة المجهر). 
قوة تكبير المجهر المركب =
قوة تكبير العدسة العينية X 
قوة تكبير العدسة الشيئية.
ملحوظة :
1- يوجد لبعض المجاهر المركبة كاميرا خاصة.
2- يجب أن تكون العينات رقيقة وشفافة بسمك من 5 - 10 ميكرون.
3- جهاز الميكروتوم : جهاز يقوم بتقطيع العينات السمكية إلى عينات رقيقة جداً توضع بعدها على الشرائح.
يستعمل في فحص الأنسجة والخلايا
يصل إلى 2500 مرة

## وصلات خارجية
- The Phase Contrast Microscope
- Phase Contrast Illumination
- Molecular Expressions: Phase Contrast Microscopy
- Microscopy University: Principles of Phase Contrast Microscopy
- Microscopy University: Principles of Phase Contrast Microscopy: Phase contrast microscopy